# Шочикецаль

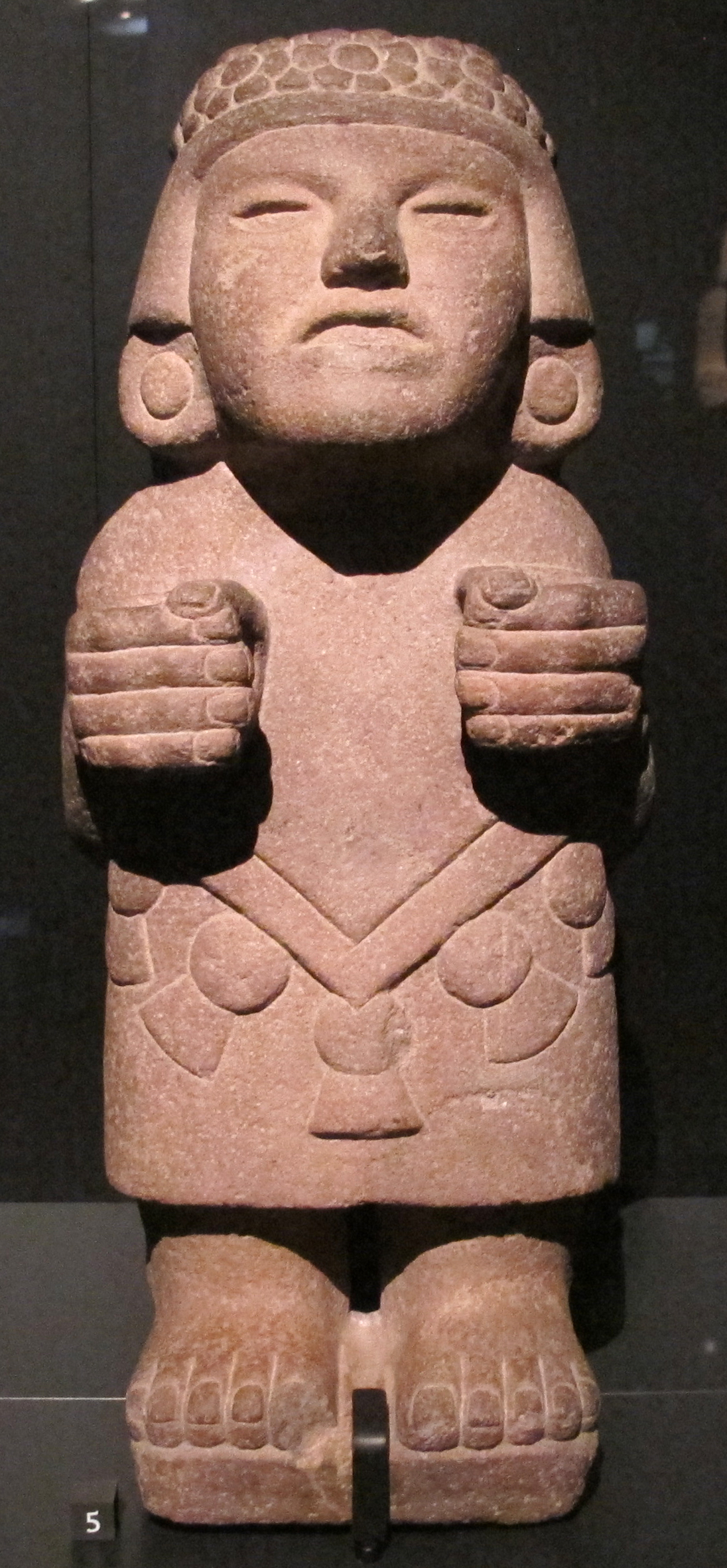
Шочикецаль

Шочикецаль (ісп. Xochiquetzal) — богиня кохання, квітів, родючості, краси, жіночої сексуальності, магії і любовних заклинань, хатніх справ в ацтекській міфології. Вона покровителька вагітності, дітонародження, рослин, танців і ігор, молодих матусь, ткаль, художників, скульпторів, розпусниць, повій. Її ім'я перекладається як «Квіткове пір'ячко» (інший варіант «Квітка-перо кецаль»). Має інші імена — Масатеотль (Оленяча богиня), Ічпочтлі (Діва). Богиня-покровителька дня Шочітль (Квітка) та 19 трецени (1 Орел — 13 Олень) священного календаря.

## Опис
Зазвичай зображувалася у вигляді спокусливої молодої жінки в картатій спідниці, з двома косами або двома пучками пір'я кецаля у волоссі. Також представляє молодий варіант богині-матері. Часто тримає в руках чорнобривці та ромашки.

## Міфи
Спочатку її асоціювали з Місяцем. Вона найбільш чарівна в ацтекському пантеоні, а її почт складається з метеликів і птахів. Ця богиня мешкає на 9 небі.
Шочикецаль — одна з пізніших іпостасей «богині з косами», тому міфи про неї дуже різноманітні. За одними вона — перша жінка, яка прийшла з Пільцінтекутлі (він же Тонатіу) з земного раю Тамоанчана; в інших є дружиною Тлалока, що була викрадена у нього Тецкатліпока, або дружина [[Макуільшочітль|Макуільшочітля]-Шочипіллі (в іншому варіанті міфу — сестра-близнюк останнього), Шіутекутлі, Кентеотля, коханка Уеуекойотля; ще в одних — дружина Мішкоатля і матір перших небесних близнюків Кетцалькоатля і Шолотля.
Згідно більшості міфів стосовно створення світу боги створилипершого чоловіка і жінки, у яких народився син Пільцінтекутлі. Оскільки у нього не було дружини, боги вирішили надати йому помічницю. Для цього узяли волосся Шочикецаль і знею створили першу жінку.
Іспанські джерела XVI ст. порівнюють її з римською Венерою.

## Культ
Кожні 8 років влаштовувалися свята на її честь, де учасники носили квіткові маски і маски тварин.